# بالوانیوش
بالوانیوش (به مجاری: Bálványos) یک شهرداری در مجارستان است که در ناحیه شیوفوک واقع شده‌است. بالوانیوش ۲۳٫۶۹ کیلومتر مربع مساحت و ۵۷۷ نفر جمعیت دارد.